# Bruce Flockhart
Bruce Flockhart (* 9. August 1972) ist ein schottischer Badmintonspieler. 

## Karriere
Bruce Flockhart gewann in Schottland acht nationale Meistertitel. 1993, 1995 und 1997 nahm er an den Badminton-Weltmeisterschaften teil. Bei den Commonwealth Games 2002 wurde er Dritter mit dem schottischen Team.

## Sportliche Erfolge
| Saison | Veranstaltung                       | Disziplin    | Platz | Name                              |
| ------ | ----------------------------------- | ------------ | ----- | --------------------------------- |
| 1990   | Schottland: Juniorenmeisterschaften | Herrendoppel | 1     | Bruce Flockhart / Barrie Kinnaird |
| 1994   | Schottland: Einzelmeisterschaften   | Herreneinzel | 1     | Bruce Flockhart                   |
| 1995   | Schottland: Einzelmeisterschaften   | Herreneinzel | 1     | Bruce Flockhart                   |
| 1998   | Schottland: Einzelmeisterschaften   | Herreneinzel | 1     | Bruce Flockhart                   |
| 1999   | Schottland: Einzelmeisterschaften   | Herreneinzel | 1     | Bruce Flockhart                   |
| 2000   | Schottland: Einzelmeisterschaften   | Herreneinzel | 1     | Bruce Flockhart                   |
| 2001   | Schottland: Einzelmeisterschaften   | Herreneinzel | 1     | Bruce Flockhart                   |
| 2002   | Commonwealth Games                  | Team         | 3     | Schottland                        |
| 2002   | Schottland: Einzelmeisterschaften   | Herreneinzel | 1     | Bruce Flockhart                   |
| 2004   | Schottland: Einzelmeisterschaften   | Herreneinzel | 1     | Bruce Flockhart                   |